# Muara Situlen
Muara Situlen is een bestuurslaag in het regentschap Aceh Tenggara van de provincie Atjeh, Indonesië. Muara Situlen telt 895 inwoners (volkstelling 2010).